# Сипорска летећа веверица
Сипорска летећа веверица (лат. Hylopetes sipora) је сисар из реда глодара и породице веверица (Sciuridae). 

## Распрострањеност и станиште
Ареал врсте је ограничен на острво Сипора, једно од Ментавејских острва, која се налазе недалеко од Суматре и припадају Индонезији. Сипора је једино познато природно станиште врсте.
Станиште врсте су низинске шуме.

## Угроженост
Ова врста се сматра угроженом.